# Moschea

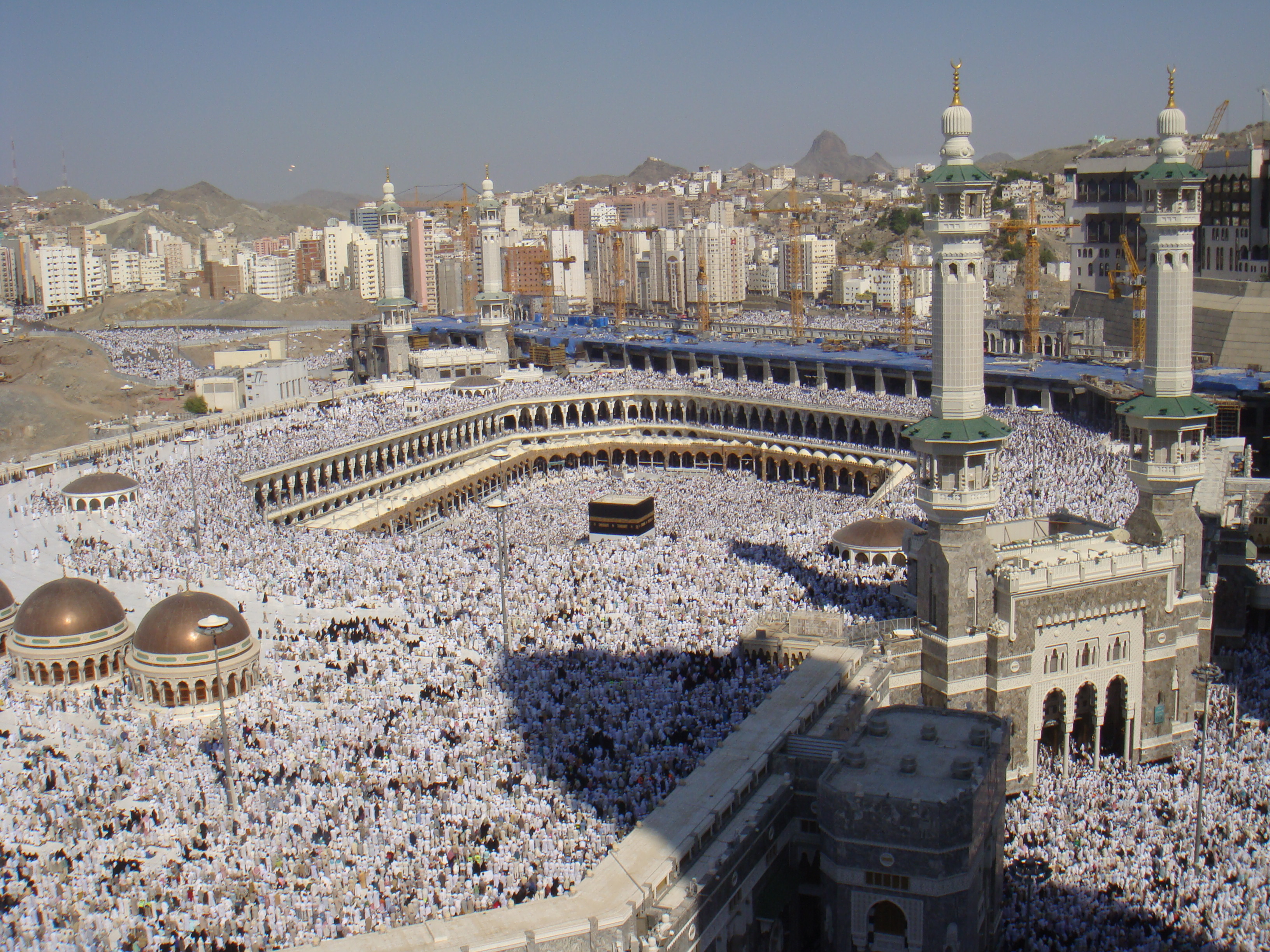
Moschea della Mecca, la più grande e importante moschea del mondo e direzione di preghiera per tutti i musulmani del pianeta

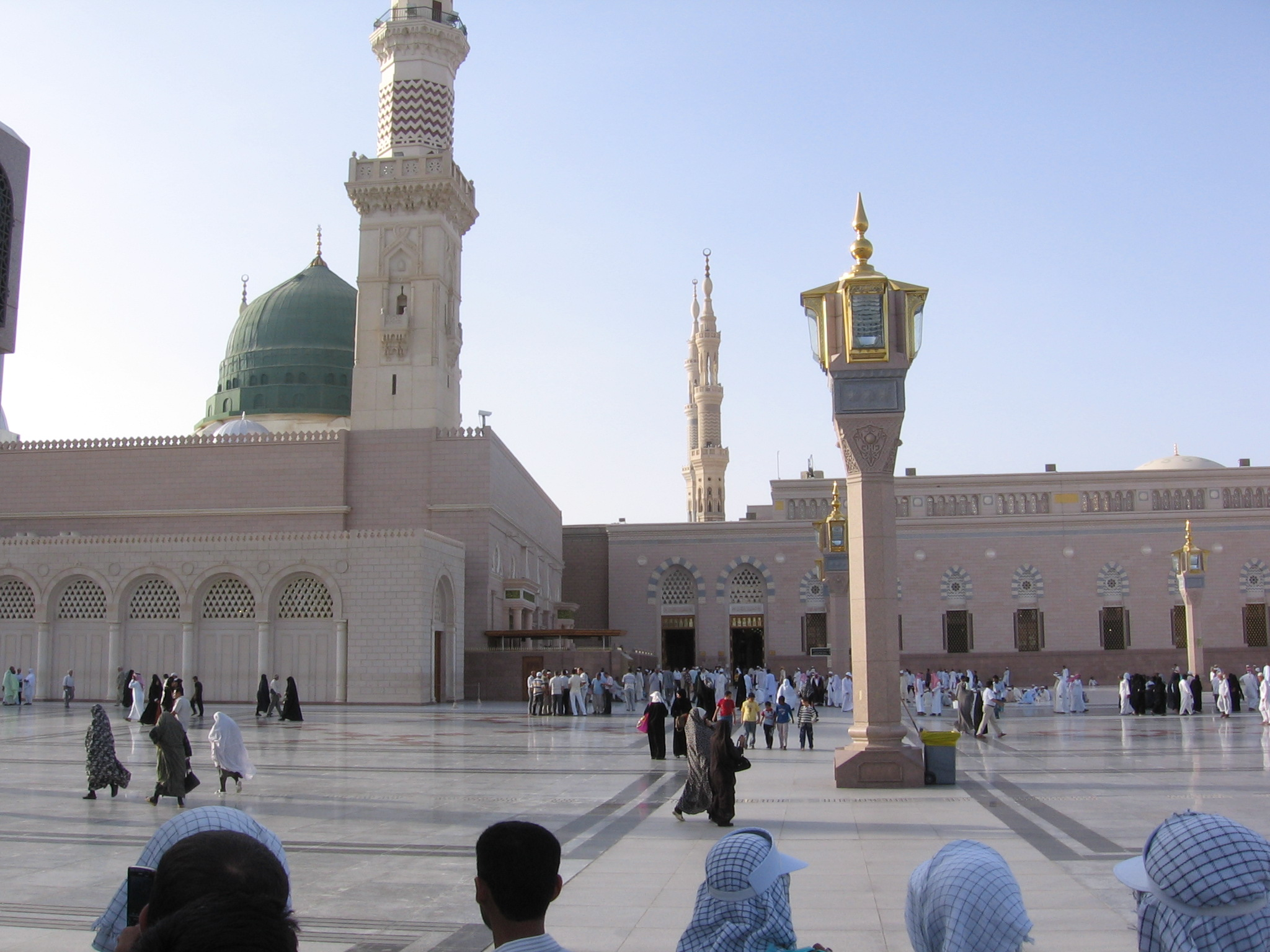
Moschea del Profeta a Medina sorta nel luogo dove il Profeta visse a Yathrib, poi divenuta Medina

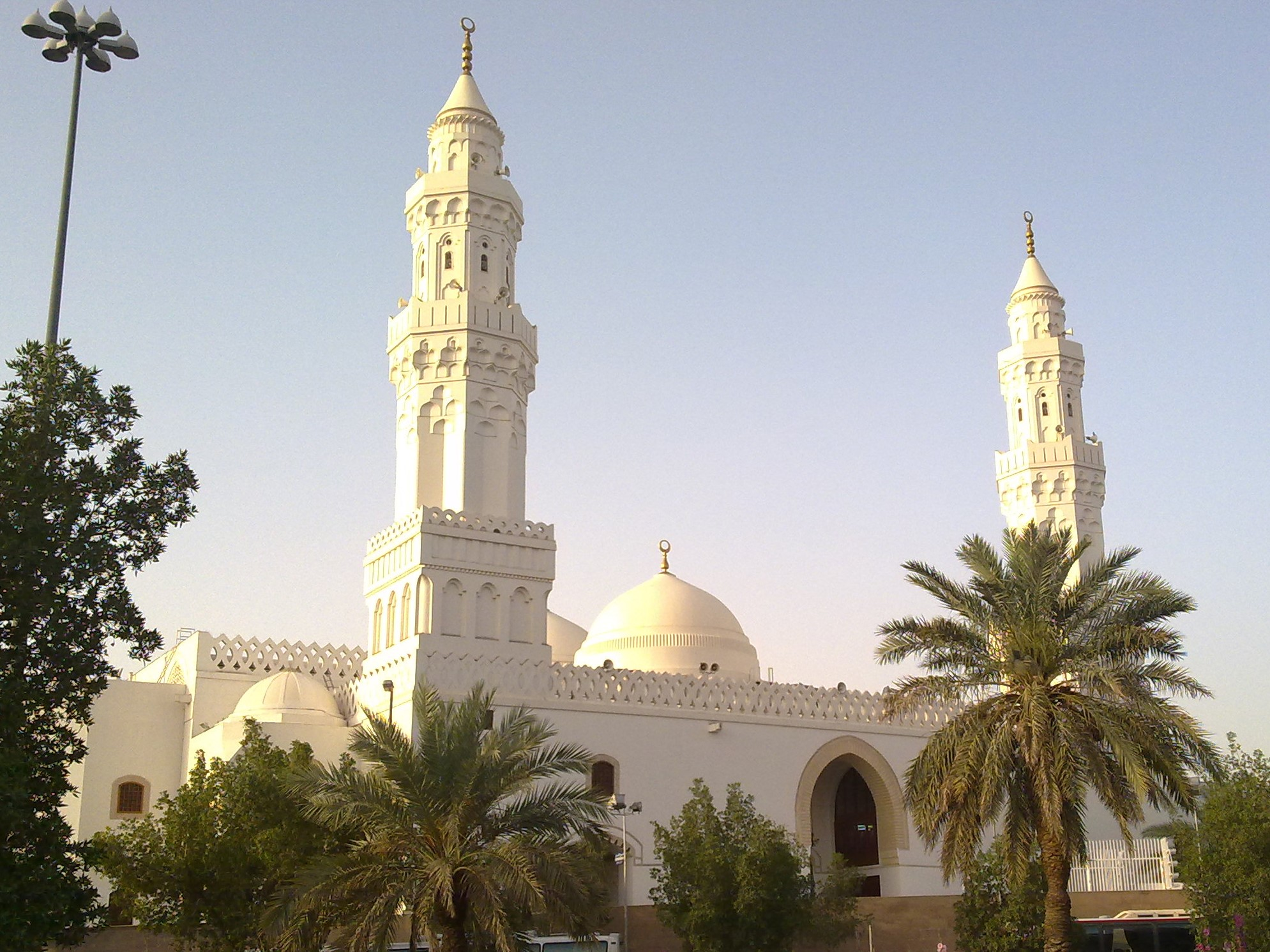
Moschea al-Qiblatain a Medina, detta "delle due qible", perché qui si modificò la direzione della preghiera da Gerusalemme alla Mecca

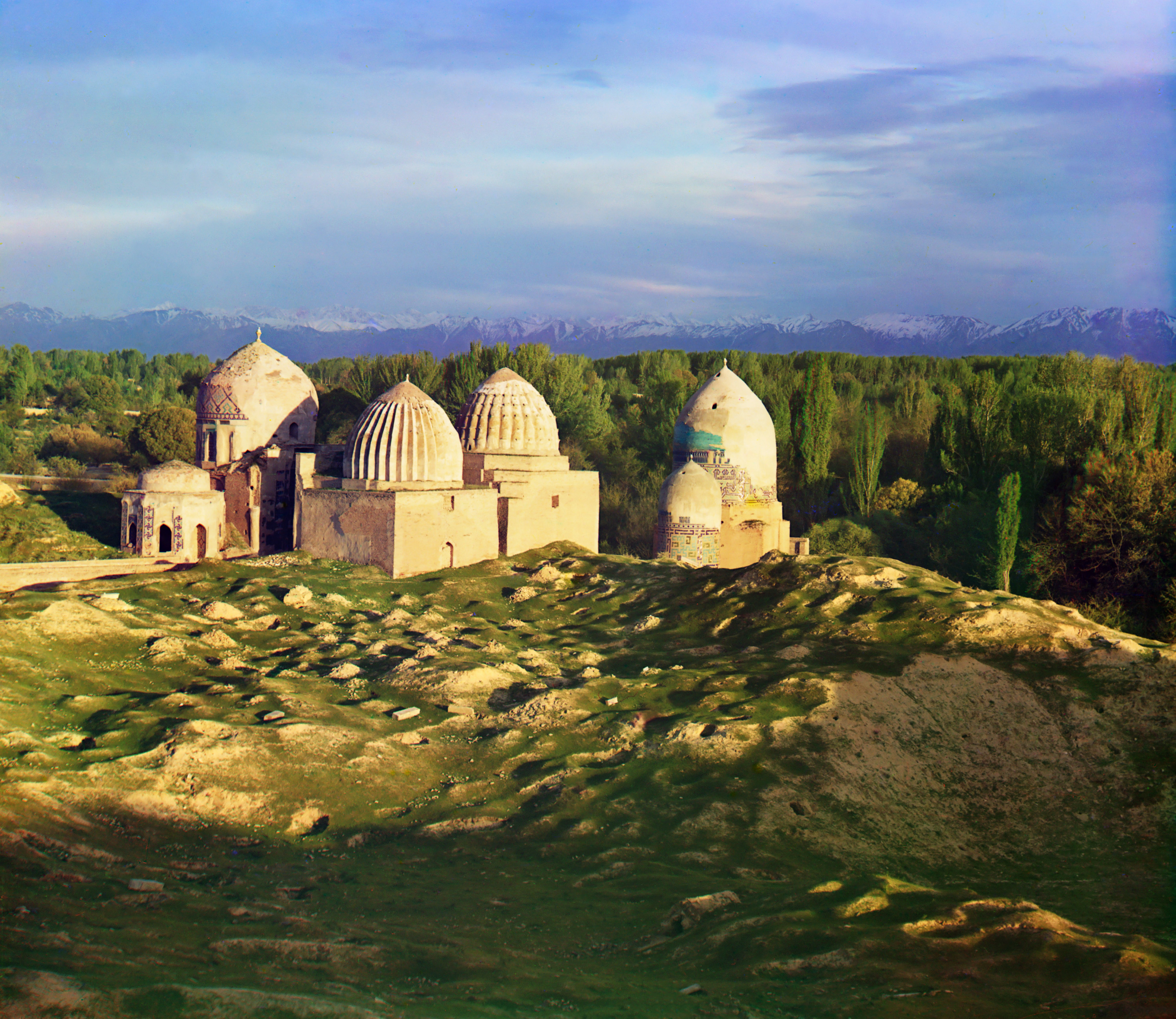
Moschee di Samarcanda

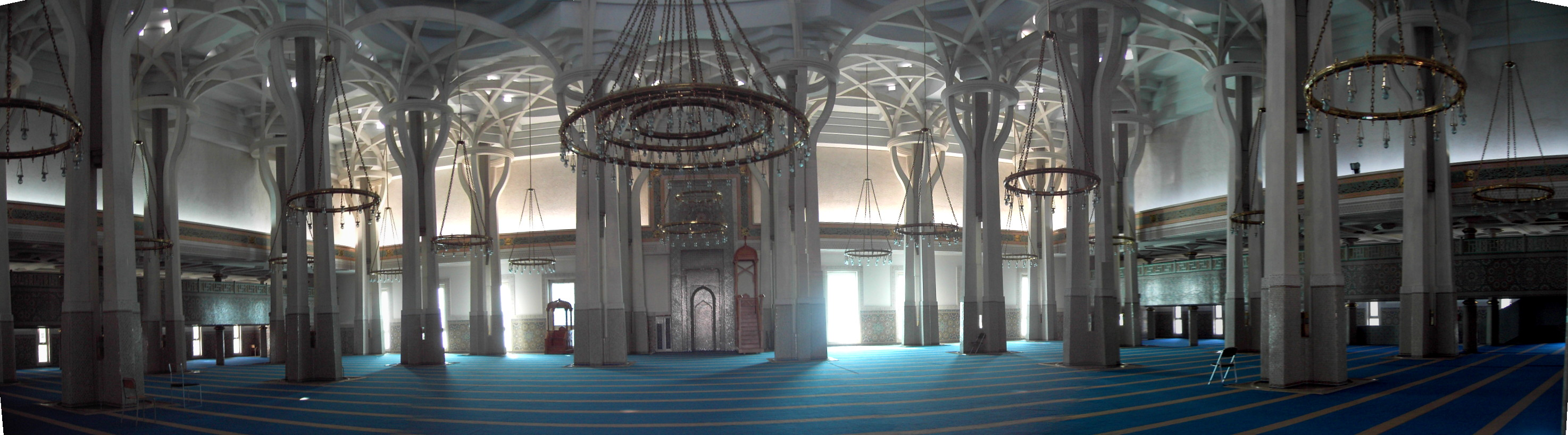
Sala della preghiera (o musalla) della Grande Moschea di Roma

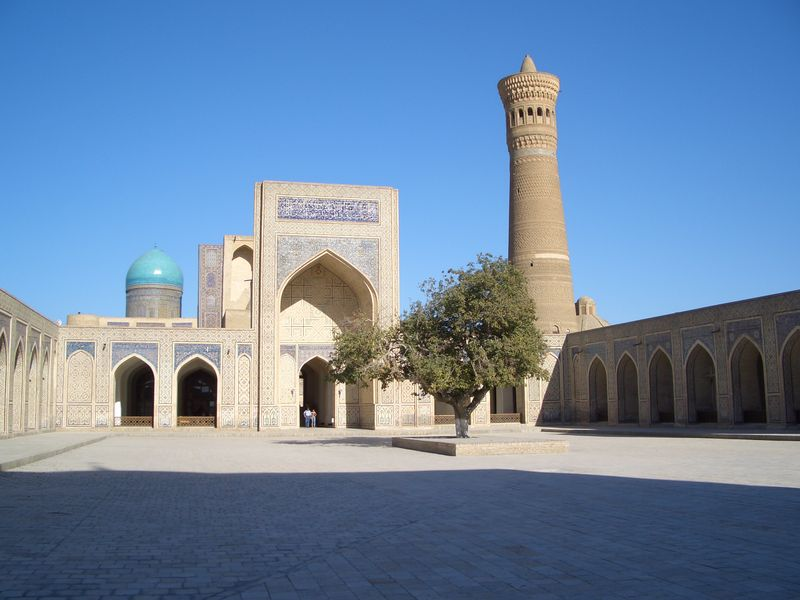
Moschea e minareto Kalon a Bukhara (Uzbekistan)

La moschea, chiamata anticamente anche meschita, è il luogo di culto dell'Islam. La parola italiana deriva direttamente dallo spagnolo "mezquita", a sua volta originata dalla parola araba masğid o masjid (in arabo مسجد‎?) che indica il luogo in cui si compiono le sujūd, le prosternazioni che fanno parte dei movimenti obbligatori che deve compiere il fedele orante. È la tipologia di edificio principale dell'architettura islamica.

## Descrizione
(Corano, sūra 9 (Al-Tawba), Āyāt 108. Il passo si riferisce alla moschea di Quba, la prima moschea della storia.)
Un tipo di masjid particolare è la masjid jāmiʿ, una moschea più ampia, che si traduce spesso come "congregazionale" o "cattedrale". In essa si auspica per l'Islam che si radunino collettivamente i fedeli al fine di adempiere insieme all'obbligo della preghiera obbligatoria (ṣalāt) del mezzogiorno (ẓuhr) del venerdì, o eventualmente per studiarvi materie di carattere religioso, in luoghi a ciò deputati (iwan).
In quanto luogo di preghiera la moschea non ha elementi indispensabili ma solo utili al suo scopo. È infatti possibile pregare anche all'aperto, o dentro una casa qualsiasi, purché il terreno riservato alla ṣalāt, ovvero sia delimitato da qualche oggetto (tappeto, stuoia, mantello, telo, sassi) e sia il più possibile esente da sozzure. Questo perché - come d'altronde per tutti gli atti previsti dalla Legge islamica (sharīʿa) - è richiesto lo stato di purità legale (ṭahāra), ottenibile con lavacri parziali o totali del corpo, mentre il luogo della preghiera deve essere esente da evidenti sporcizie che potrebbero contaminare chi col terreno debba entrare in contatto, come accade nella ṣalāt.
La moschea ha un miḥrāb (sorta di abside o nicchia che, nelle moschee più umili, può essere semplicemente disegnata su una parete o indicata da qualche oggetto nella preghiera all'aperto) che indica la direzione della Mecca (qibla) e della Kaʿba, considerata il primo santuario musulmano dedicato al culto dell'unico vero Dio (Allah).
Pur non essenziale, una moschea può spesso avere anche un pulpito (minbar) dall'alto del quale un particolare Imām che si chiama khaṭīb, pronuncia la khuṭba, un'allocuzione cioè che non necessariamente propone l'esegesi di brani del Corano.
Perché la preghiera sia valida essa deve essere compiuta all'interno di precisi momenti (awqāt) della giornata, scanditi dall'andamento apparente del sole. Per questo uno speciale incaricato (muezzin, dall'arabo muʾadhdhin) ricorda dall'alto di una costruzione a torre (minareto, dall'arabo manār, "faro"), mediante un suo richiamo rituale salmodiato (adhān), che da quel momento in poi è obbligatorio pregare (in casa, all'aperto, in moschea). Per chi si trovi lontano dal minareto e non possa per qualsiasi motivo udire la voce del muezzìn - oggi aiutata per lo più da altoparlanti - si sciorinano talora ampi panni bianchi, ben visibili anche da lontano.
Per le necessità della purificazione, sia all'interno sia nelle immediate adiacenze della moschea è spesso presente una fontana.

Importante è infine l'area della preghiera (muṣalla), tendenzialmente rettangolare per consentire agli oranti di ordinarsi in file e ranghi, al cui interno può esservi un orologio che in molte occasioni è di antica fattura, utile a segnalare il tempo rimanente perché sia valida la preghiera.
Caratteristica di ogni moschea, che nasca come tale, è la mancanza di raffigurazioni umane o animali, in quanto osteggiate dall'Islam. Le decorazioni sono perciò tutt'al più di tipo fitoforme (legate cioè al mondo vegetale) ma, quasi sempre, sono presenti mosaici o scritte che riportano versetti del Corano tracciati con calligrafie considerate particolarmente "artistiche" che hanno dato modo all'Occidente di parlare di arabeschi.

Con ogni evidenza questo può non valere in caso di trasformazione di un precedente luogo sacro ad altri credo. In tal caso i dipinti possono sopravvivere, alla sola condizione che affreschi o dipinti non cozzino con alcuni dei principi fondamentali del credo islamico (non raffigurabilità di Dio; assenza di idoli, antropomorfi o meno; mancanza di qualsiasi riferimento trinitario). Tipico è il caso della moschea Hagia Sophia ("Divina Sapienza") a Istanbul, eretta come basilica cristiana a Costantinopoli, che ha mantenuto tutti i suoi mosaici originari per volontà dei conquistatori ottomani. Ad Istanbul la Moschea Blu ha sei minareti, mentre la moschea della Kaʿba a La Mecca ne ha sette. In Spagna la Grande Moschea di Cordova ha la particolarità unica di avere una cattedrale barocca costruita al suo interno.

## Il termine italiano
Come detto, il termine italiano proviene dallo spagnolo mezquita, che normalmente viene direttamente connesso alla parola araba masjid. Lo spagnolo però non ha preso la parola direttamente dall'arabo, ma dalla lingua delle popolazioni musulmane della Penisola iberica, che in gran parte erano berbere. Infatti, il termine arabo masjid è maschile, mentre mezquita (e moschea) è femminile, proprio come il termine berbero (ta) mezgida. Questo cambiamento di genere è evidente anche in altri termini arabi relativi alla religione passati al berbero, per esempio ʿīd "festa" (berb. lâid ): in berbero lâid tameqqrant, corrisponde all'arabo al-ʿīd al-kabīr. Ciò sembra dovuto al fatto che i termini arabi si sarebbero "sovrapposti" a preesistenti parole femminili (ancora attestate in qualche dialetto), come taɣlisya "luogo di culto", dal latino ecclesia e tafaska "festa religiosa" (dal lat. Pascha).

## Influenza saudita

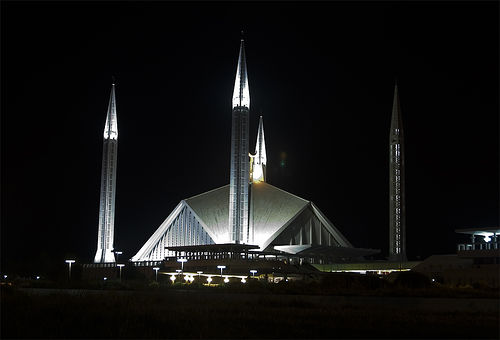
Moschea Re Faysal di Islamabad, Pakistan, dell'architetto turco Vedat Dalokay, finanziata con 130 milioni di riyāl del 1976 (100 milioni € del 2006) del re dell'Arabia Saudita

Sebbene il coinvolgimento saudita nell'edificazione di nuove moschee risalga agli anni sessanta, il contributo è diventato realmente importante solo verso la fine del XX secolo. A partire dagli anni ottanta, infatti, il governo saudita ha cominciato a finanziare la costruzione di moschee, scuole e centri islamici in numerosi paesi di tutto il mondo, per una spesa stimata in 45 miliardi di dollari statunitensi. Ayn al-Yaqin un quotidiano saudita, nel 2002 ha pubblicato la notizia che questi finanziamenti hanno contribuito alla costruzione di 1500 moschee e 2000 centri islamici. A questo occorre ancora aggiungere le iniziative personale di numerosi facoltosi cittadini sauditi, specialmente in paesi dove i musulmani sono poveri o discriminati. Ad esempio, a seguito della caduta dell'Unione Sovietica (1992), molti fondi privati giunsero a questo scopo in Afghanistan. La moschea King Fahd di Culver City (California) e la stessa moschea di Roma rappresentano due dei maggiori investimenti dell'ex sovrano Faysal dell'Arabia Saudita, con 8 e 50 milioni di dollari statunitensi, rispettivamente.